# Gujjanadu, Pavagada
Gujjanadu là một làng thuộc tehsil Pavagada, huyện Tumkur, bang Karnataka, Ấn Độ.